# پلک‌زدن (فیلم)
پلک زدن (انگلیسی: Blink) فیلمی در ژانر نئو نوآر و مرموز به کارگردانی مایکل اپتد است که در سال ۱۹۹۴ منتشر شد.

## بازیگران
- مادلین استو
- آیدان کوئین
- جیمز رمار
- پال دیلان
- لاری میت کالف
- بروس ای یونگ
- مت راث
- پیتر فریدمن